# Secretari General de les Nacions Unides
El secretari general de les Nacions Unides (abreviatura anglesa UNSG) és el president del Secretariat de l'ONU, un dels sis principals organismes de les Nacions Unides.
El paper del secretari general i del secretariat està establert pel capítol XV (articles 97 a 101) de la Carta de les Nacions Unides. No obstant això, les qualificacions de l'oficina, el procés de selecció i el càrrec estan oberts a interpretació; han estat establerts per costum.
El secretari general és funcionari de l'administració de l'ONU. Viatja a àrees de crisi i té converses amb els governs; fa suggeriments per a la resolució de conflictes. Participa en les sessions del consell de seguretat i dirigeix allà l'atenció cap als problemes al món. Informa l'assemblea general anualment.
El primer secretari general oficial fou nomenat l'1 de febrer de 1946. El nomenament recaigué en Trygve Halvdan Lie. (El primer secretari general interí fou l'anglès Sir Gladwyn Jebb.) Des de 1997 hi ha també el càrrec del vicesecretari general.
El Secretari General de les Nacions Unides rep una remuneració anual bruta de 201.351 dòlars americans (2010).

## Selecció i mandat

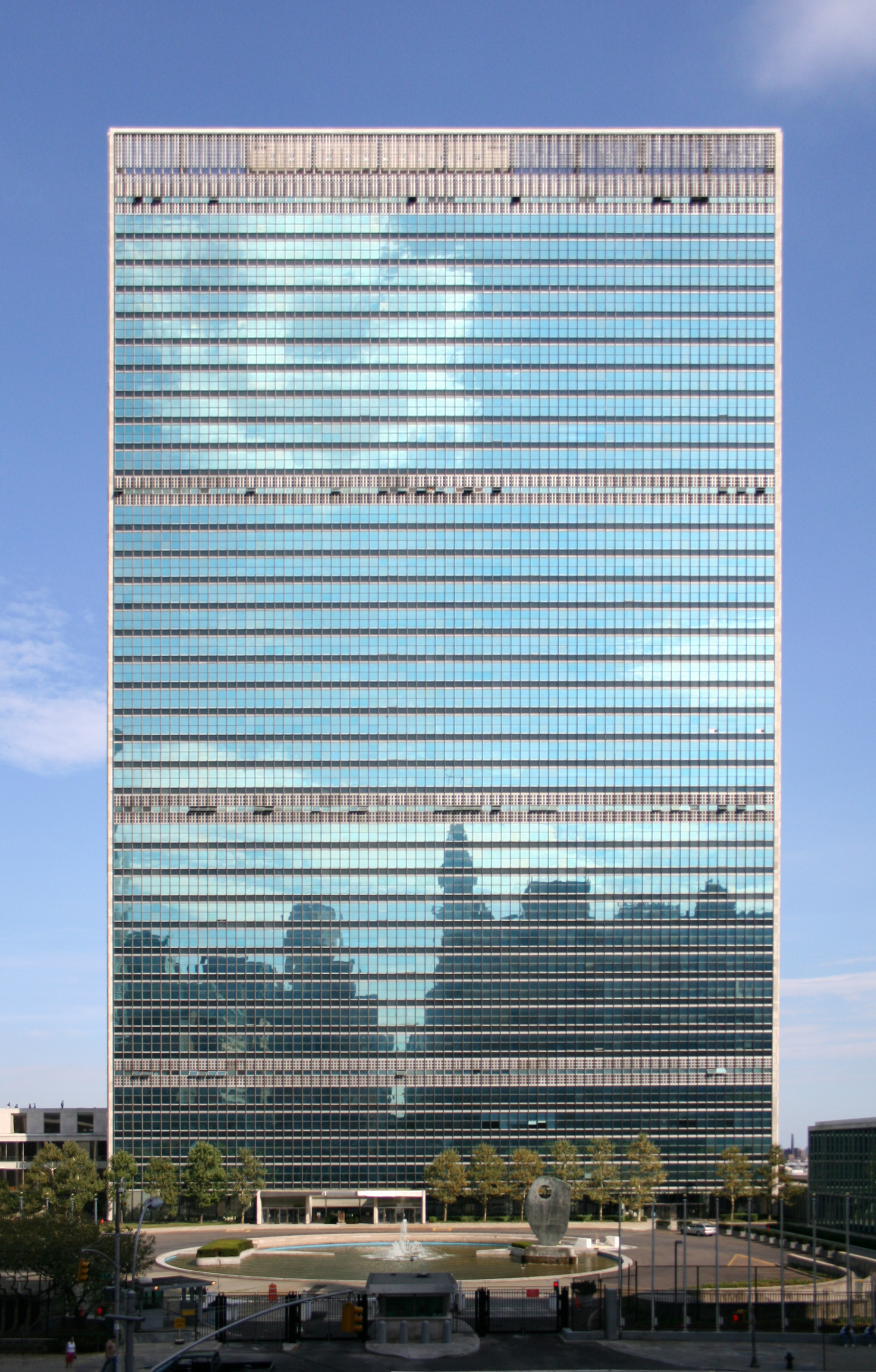
L'edifici de la Secretaria té 154 metres d'alt i és la Seu de les Nacions Unides.

El secretari general és nomenat per l'Assemblea General a recomanació del Consell de Seguretat. Com que la recomanació ha de provenir del Consell de Seguretat, qualsevol dels cinc membres permanents del consell pot vetar una nominació. La majoria dels secretaris generals són candidats de compromís de potències mitjanes i tenen poca fama prèvia.
Altres característiques que han de complir s'han anat establint en el temps. El designat no pot ser ciutadà de cap dels cinc membres permanents del Consell de Seguretat. La resolució 51/241 de l'Assemblea General de 1997 va declarar que, en el nomenament del "millor candidat", s'hauria de tenir degudament en compte la rotació regional (continental) de l'origen nacional de la persona designada i la igualtat de gènere, :5tot i que encara no ha exercit cap dona com a secretària general. Tots els nomenats fins ara han estat diplomàtics de carrera.
La durada del mandat és discrecional, però tots els secretaris generals des de 1971 han estat nomenats per a mandats de cinc anys. Tots els secretaris generals des de 1961 han estat reelegits per a un segon mandat, a excepció de Boutros Boutros-Ghali, que va ser vetat pels Estats Units en la selecció de 1996. Hi ha un límit de mandat habitual, però no oficial, de dos mandats complets, establert quan la Xina, a la selecció de 1981, va llançar un rècord de 16 vetos contra un tercer mandat per a Kurt Waldheim. Cap secretari general des de 1981 no ha intentat assegurar-se un tercer mandat.
El procés de selecció és opac i sovint es compara amb un conclave papal. Des de 1981, el Consell de Seguretat ha votat en secret en una sèrie d'⁣enquestes; llavors sotmet el candidat guanyador a l'Assemblea General per a la ratificació. Cap candidat ha estat mai rebutjat per l'Assemblea General, i només una vegada, l'any 1950, un candidat ha estat votat malgrat un veto de l'UNSC.
El 2016, l'Assemblea General i el Consell de Seguretat van buscar candidatures i van dur a terme debats públics per primera vegada. No obstant això, el Consell de Seguretat va votar en privat i va seguir el mateix procés que les eleccions anteriors, fet que va portar el president de l'Assemblea General a queixar-se que "no està a l'altura de les expectatives dels membres i del nou estàndard d'obertura i transparència".

## Poders i deures
El paper del secretari general es descriu com la combinació de les funcions i responsabilitats d'un advocat, diplomàtic, funcionari i director executiu. La Carta de les Nacions Unides designa el secretari general com a "director administratiu en cap" de l'ONU i els permet exercir "les altres funcions que li encomanin" altres òrgans de les Nacions Unides. La Carta també faculta el secretari general per informar el Consell de Seguretat de "qualsevol assumpte que, a parer seu, pugui amenaçar el manteniment de la pau i la seguretat internacionals". S'ha interpretat que aquestes disposicions ofereixen un ampli marge de maniobra als càrrecs per exercir una varietat de funcions segons les seves preferències, habilitats o circumstàncies.
Les funcions habituals del secretari general inclouen la supervisió de les activitats i deures del secretariat; assistir a sessions amb els organismes de les Nacions Unides; consultar amb líders mundials, funcionaris governamentals i altres parts interessades; i viatjar pel món per relacionar-se amb els electors globals i cridar l'atenció sobre determinades qüestions internacionals. El secretari general publica un informe anual sobre el treball de l'ONU, que inclou una avaluació de les seves activitats i un esquema de les prioritats futures. El secretari general també és el president de la Junta de Caps Executius del Sistema de les Nacions Unides per a la Coordinació (CEB). Aquest òrgan, format pels caps de tots els fons, programes i agències especialitzades de les Nacions Unides, es reuneix dues vegades l'any per discutir qüestions substantives i de gestió davant del sistema de les Nacions Unides.
Moltes de les competències del secretari general són informals i es deixen obertes a la interpretació individual; alguns dels designats han optat per tenir rols més activistes, mentre que altres han estat més tecnocràtics o administratius. El secretari general depèn sovint de l'ús dels seus "bons oficis", descrits com "passos fets públicament i en privat, basant-se en la seva independència, imparcialitat i integritat, per evitar que sorgeixin, augmentin o s'estenguin disputes internacionals". En conseqüència, observadors han descrit l'oficina com el "moderador del món". Alguns exemples inclouen la promoció de Dag Hammarskjöld d'un armistici entre les parts en conflicte del conflicte àrab-israelià, la negociació de Javier Pérez de Cuellar d'un alto el foc a la guerra Iran-Iraq i el paper d'U Thant en la desescalada de la crisi dels míssils cubans.

## Residència
La residència oficial del secretari general és una casa adossada al número 3 de Sutton Place, Manhattan, a la ciutat de Nova York, Estats Units. La casa va ser construïda per a Anne Morgan el 1921 i donada a les Nacions Unides el 1972.

## Llista dels secretaris generals

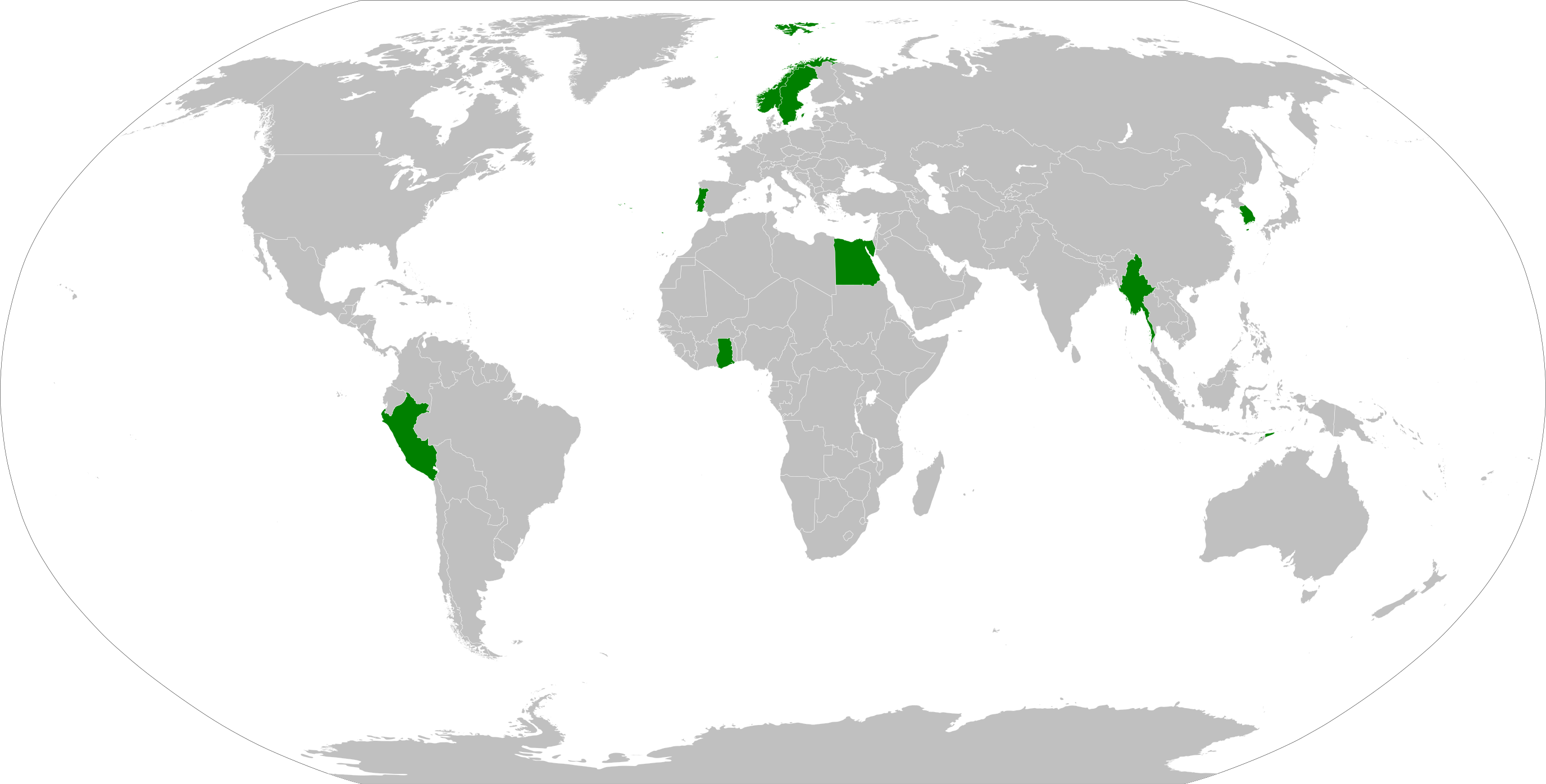
Mapa que mostra quines nacions han tingut un ciutadà com a secretari general de les Nacions Unides

| # | Foto                    | Nom                            | Període de mandat      | Comentaris sobre el mandat                                                                | Links     | Vicesecretari General           |
| - | ----------------------- | ------------------------------ | ---------------------- | ----------------------------------------------------------------------------------------- | --------- | ------------------------------- |
|   | Gladwyn Jebb            | Gladwyn Jebb · Regne Unit      | 24/10/1945–2/02/1946   | Secretari General interí                                                                  |           |                                 |
| 1 | Trygve Halvdan Lie      | Trygve Halvdan Lie · Noruega   | 2/02/1946–10/11/1952   | Renuncià al càrrec                                                                        | Biografia |                                 |
| 2 | Trygve Halvdan Lie      | Dag Hammarskjöld · Suècia      | 10/04/1953–18/09/1961  | Va morir en un accident d'aviació a Rhodèsia del Nord (actual Zàmbia)                     | Biografia |                                 |
| 3 | Sithu U Thant           | Sithu U Thant Birmània         | 3/11/1961–31/12/1971   | Del 3 de novembre de 1961 al 30 de novembre de 1962 exercí com a Secretari General interí | Biografia |                                 |
| 4 | Kurt Waldheim           | Kurt Waldheim · Àustria        | 1/01/1972–31/12/1981   | La Xina va vetar un tercer mandat                                                         | Biografia |                                 |
| 5 | Javier Pérez de Cuéllar | Javier Pérez de Cuéllar · Perú | 1/01/1982–31/12/1991   | No es va voler presentar a un tercer mandat                                               | Biografia |                                 |
| 6 | Boutros Boutros-Ghali   | Boutros Boutros-Ghali · Egipte | 1/01/1992–31/12/1996   | Els Estats Units van vetar en el Consell de Seguretat un segon mandat                     |           |                                 |
| 7 | Kofi Annan              | Kofi Annan · Ghana             | 1/01/1997–31/12/2006   | Es va retirar després de dos mandats                                                      |           | Mark Malloch Brown · Regne Unit |
| 8 | Ban Ki-moon             | Ban Ki-moon · Corea del Sud    | 1/01/2007 – 31/12/2016 | Es va retirar després de dos mandats                                                      |           | Asha-Rose Migiro · Tanzània     |
| 9 | António Guterres        | António Guterres · Portugal    | 1/01/2017–             | En el càrrec                                                                              | Biografia |                                 |